# Épidermodysplasie verruciforme
 Mise en garde médicale
L'épidermodysplasie verruciforme, également appelée syndrome de Lutz-Lewandowsky, est une affection cutanée rare d'origine génétique.
Elle se manifeste par une poussée anarchique de cornes cutanées du fait d'une sensibilité anormale aux papillomavirus.

## Description
L'affection commence habituellement entre 4 et 8 ans, le plus souvent avant l'âge de 20 ans mais peut exceptionnellement apparaitre plus tardivement, et dure tout le reste de la vie.

Elle se traduit par l'apparition de macules squameuses et de papules d'évolution parfois exubérante, pseudo-tumorale, essentiellement au niveau des mains et des pieds.

Dans ces lésions, on retrouve des papillomavirus de type 5 et 8,, virus que l'on retrouve chez 80 % des sujets d'une population normale asymptomatique. D'autres types de papillomavirus peuvent être parfois identifiés.
Felix Lewandowsky et Wilhelm Lutz ont fait la première description clinique de cette affection.
On dénombre environ 200 personnes atteintes de cette affection cutanée, également appelée « maladie de l'homme-arbre ».

## Génétique
Les gènes impliqués sont les gènes EVER1 et EVER2 situés sur le locus EV1 du chromosome 17. Si le rôle de ces gènes est encore imparfaitement connu, ils jouent un rôle au niveau du zinc présent dans les noyaux cellulaires ; le zinc est un cofacteur indispensable à certaines protéines virales, et les gènes EVER1 et EVER2 semblent capables de perturber la croissance virale en limitant l'accès de ces protéines virales au stock de zinc nucléaire.
Cette affection se rapproche des verrues persistantes (et des carcinomes cutanés) des greffés d'organes par immunodépression induite.
En 2021, l’équipe de Vivien Béziat a étudié le cas d’un patient iranien atteint de ce syndrome, et de deux membres de sa famille qui présentent un nombre important de verrues sur les mains et les pieds sans être touchés par le syndrome. L'étude a révélé une mutation du gène CD28 (en), normalement impliqué dans l’activation des lymphocytes T. Cet affaiblissement potentiel des défenses immunitaires n'a eu comme effet décelé que le développement de réactions sévères au HPV2 pour le patient atteint d'épidermodysplasie verruciforme ou au HPV4 pour les deux membres de sa famille.

## Clinique
La lésion cutanée la plus fréquemment observée est une éruption maculaire proche de celle connue dans le pityriasis versicolor ; s'y associent des papules d'allure verruqueuses squameuses. On retrouve souvent des carcinomes cutanés.
Ces lésions sont réparties au niveau du visage et du cou, sur l'ensemble du corps, mais surtout au niveau des extrémités des membres.
Le plus souvent, il existe des lésions carcinomateuses (90 % des patients présentent des carcinomes cutanés). Dans 20 % des cas, ces carcinomes sont de type spinocellulaire. Les métastases sont rares.
Ils se développent le plus souvent en zones photo-exposées et sont précédés par des lésions dysplasiques (kératoses actiniques ou maladie de Bowen).
Généralement, toutes ces lésions sont retrouvées sur l'ensemble du revêtement cutané, mais il existe quelques cas d'atteinte d'une seule extrémité,.

## Traitement
Plusieurs traitements ont été essayés (rétinoïdes, interféron, cimétidine) avec des succès peu ou pas reproductibles.
Le plus important est la protection solaire, la surveillance clinique assidue et l'exérèse rapide de toute lésion en voie de dégénérescence carcinomateuse.

## Cas médiatisés
Il existe des cas spectaculaires de développement exubérant de ces lésions cutanées. Le plus connu car le plus médiatisé est celui de Déde Koswara, un villageois indonésien, décédé à l'hôpital Hasan Sadikin de Bandung, le 30 janvier 2016 (à l'âge de 45 ans) des suites de sa maladie (défaillance multiviscérale) Il était surnommé « l'homme-arbre », du fait de la ressemblance de ses lésions à des racines d'arbre,.
Le 20 février 2016, Abul Bajandar, un Bangladais de 26 ans également surnommé « l'homme-arbre », a été opéré avec succès à Dacca. Les excroissances géantes de sa main droite ont pu être retirées. Son opération a mobilisé 9 médecins et duré plus de trois heures et demie. Toutefois, un an après, le patient semblait avoir rechuté et sa guérison restait hypothétique,. En juin 2019, le patient demande l'amputation de ses mains
Un cas plus récent, celui de Sahana Khatun, une petite fille bangladaise de dix ans, présente les excroissances géantes caractéristiques de l'épidermodysplasie verruciforme,. Il s'agirait de la première femme connue touchée par cette maladie.